# Hispania. Revista Española de Historia
Hispania. Revista Española de Historia és una revista científica, que segueix el procés d'avaluació d'experts i està editada per l'Institut d'Història del Consell Superior d'Investigacions Científiques.
Hispania és considerada com una de les revistes d'història general més significativa, i un excel·lent punt de referència per analitzar l'evolució del panorama historiogràfic espanyol del darrer segle a través dels seus continguts.

## Història
Fundada el 1940, comença essent l'òrgan d'expressió de l'Institut d'Història del CSIC que acabava de crear-se en aquell moment. La revista s'inicia amb un primer número únic de l'any 1940. La temàtica de la publicació, d'història general, abasta la Història Medieval, la Moderna i la Contemporània, amb un tractament testimonial de la Història Antigua. Es publica amb una freqüència quadrimestral. Amb la desaparició de l'Institut d'Història d'Espanya Jerónimo Zurita el 1985 i la seva integració en el Centre d'Estudis Històrics, del CSIC, Hispània es converteix en la revista dels departaments d'Història Medieval, Història Moderna i Història contemporània de l'esmentat centre. Des del 2001 els números de la revista es poden consultar en accés obert.

## Direcció
Durant la seva història la revista ha tingut diversos directors. El primer d'aquests va ser qui fora el vicedirector de l'iInstitut Jerónimo Zurita d'Història, Pío Zabala y Lera, que va dirigir la revista des del seu primer número en 1940 fins al 1958. Després d'ell la direcció de la revista ha recaigut en diverses persones, fins a arribar a l'actual director d'Hipania, l'historiador Fernando García Sanz.
- Pío Zabala y Lera (1940-1958)
- Antonio de la Torre y del Cerro (1958-1963)
- Antonio Rumeu de Armas (1963 i 1988)
- Manuel Espadas Burgos (1988-1994)
- Carlos Estepa Díez (1994-1998)
- Alfredo Alvar Ezquerra (1999-2001)
- Francisco Villacorta Baños (2002-2005)
- María Isabel Alfonso Antón (2006-2010)
- Rafael Valladares Ramírez (2011-2012)
- Miguel Angel Bunes Ibarra (2012-2014)
- Fernando García Sanz (2015-)